# راس الوادي (ذي السفال)

تعديل مصدري - تعديل

راس الوادي محلة تابعة لقرية الفاش، التابعة لعزلة العنسيين بمديرية ذي السفال إحدى مديريات محافظة إب في الجمهورية اليمنية، بلغ تعداد سكانها 189 حسب تعداد اليمن لعام 2004.